# Amiota wangi
Amiota wangi este o specie de muște din genul Amiota, familia Drosophilidae, descrisă de Chen și Zhang în anul 2005. Conform Catalogue of Life specia Amiota wangi nu are subspecii cunoscute.